# Секстієві Акви
Секстієві Акви або ж Акви Секстієві (лат. Aquqe Sextiae — Секстійські води) — давньоримське поселення північніше Массілії, зараз французьке місто Екс-ан-Прованс поблизу Марселя.
Влітку 102 року до нашої ери римська армія під проводом Марія розбила в битві тевтонів, що поклало край війні з ними та зупинило першу хвилю варварських вторгнень. Чисельність римського війська становила 30-40 тисяч воїнів, скільки було тевтонів, достеменно не відомо, але традиція стверджує, що вони мали значну чисельну перевагу.